# Charops fuliginosus
Charops fuliginosus är en stekelart som beskrevs av Gyöö Viktor Szépligeti 1908. Charops fuliginosus ingår i släktet Charops och familjen brokparasitsteklar. Inga underarter finns listade i Catalogue of Life.